# Градець (община Крива-Паланка)
Гра́дець (мак. Градец) — село у Північній Македонії, входить до складу общини Крива Паланка Північно-Східного регіону.
Населення — 318 осіб (перепис 2002) в 133 господарствах.